# Jean Hamburger
Jean Hamburger (15 de julio de 1909 - 1 de febrero de 1992) fue un médico y ensayista francés, nacido y fallecido en París. Fue miembro de la Academia Francesa a la que fue elegido en 1985 para el asiento número 4 que había ocupado Pierre Emmanuel. Fue reconocido por haber realizado el primer trasplante de riñón en Francia el año de 1952.

## Datos biográficos
Estudió en el liceo Carnot en París e hizo sus estudios universitarios en la Facultad de Ciencias y en la Facultad de Medicina de París. Fue alumno del profesor Louis Pasteur. Trabajó como médico en el Hospital Necker (1949-1982), y profesor de clínica nefrológica en la Facultad de Medicina de París, de 1958 a 1982. fue presidente de la Sociedad Internacional de Nefrología de 1960 a 1963, y de la Sociedad Internacional de trasplantes en 1968-1970.
Decidió con Louis Michon, el primer caso de trasplante de riñón en Francia el año de 1952 en el paciente Marius Renard, operación excepcional en la época. 
Fue el autor de investigaciones fundamentales de inmunología en pacientes con enfermedades renales y de técnicas y métodos de trasplante para ese tipo de enfermos.
Fue miembro de la Academia de Ciencias de Francia y de la Academia Nacional de Medicina. Fue hecho doctor honoris causa de las universidades de Atenas, Buenos Aires, Edimburgo, Ginebra y Lund. 
Fue elegido miembro de la Academia Francesa el 18 de abril de 1985, el mismo día que Michel Mohrt, para ocupar el asiento número 4 que había sido ocupado previamente por Pierre Emmanuel.

## Reconocimientos
- Gran oficial de la Legión de Honor
- Gran Oficial de la Orden Nacional al Mérito
- Comendador de la Orden de Artes y Letras
- Laureado por la Academia de Ciencias de Francia (1967,1973)
- Premio Fémina Vacaresco (1972)
- Laureado de la National Kidney Fundation de Washington (1973)
- Premio Mundial Cino Del Duca (1979)
- Premio Balzac.

## Obra
- 1935: Les Migraines (con Louis Pasteur Vallery-Radot), Ediciones Masson
- 1936: Physiologie de l'innervation rénale,  Masson
- 1942: Petite Encyclopédie médicale, Flammarion
- 1948: Nouveaux procédés d'exploration fonctionnelle du rein, Flammarion
- 1949: Métabolisme de l'eau, Flammarion
- 1951: Traité de pathologie médicale (3 volumes), Flammarion
- 1952: Le Retentissement humoral de l'insuffisance rénale, Lorie, Bruxelles
- 1954: Techniques de réanimation médicale, Flammarion
- 1961: L'Insuffisance rénale,  Springer Verlag
- 1963: Conseils aux étudiants en médecine, Flammarion
- 1966: Traité de néphrologie (2 volumes), Flammarion
- 1971: La Transplantation rénale, Flammarion
- 1971: Structure and Function of the Kidney, Saunders
- 1972: La Puissance et la Fragilité, Flammarion
- 1975: Dictionnaire de médecine, préface et direction, Flammarion
- 1976: L’Homme et les Hommes, Flammarion
- 1979: Demain, les autres, Flammarion
- 1979: Néphrologie (2 volumes), Flammarion
- 1981: Un jour, un homme...,Flammarion
- 1982: Introduction au langage de la médecine, Flammarion
- 1983: Le Journal d’Harvey, Flammarion
- 1984: La Raison et la Passion, Le Seuil
- 1985: Le Dieu foudroyé, Flammarion
- 1986: Le Miel et la Ciguë, Le Seuil
- 1988: Monsieur Littré, Flammarion
- 1988: La Plus Belle Aventure du monde, Gallimard
- 1988: Zouchy et quelques autres histoires, Flammarion
- 1989: Dictionnaire promenade, Le Seuil
- 1990: La Puissance et la Fragilité. Vingt ans après, Flammarion
- 1990: Le Livre de l’aventure humaine, Flammarion
- 1991: Les Belles Imprudences, réflexion sur la condition humaine,Odile Jacob]]